# 朝鲜劳动党中央委员会检查委员会
朝鲜劳动党中央检查委员会（朝鲜语：／*/?）是朝鲜劳动党中央委员会的纪律检查机关，主要负责对党员意识形态进行检查和控制。现任委员长为鄭尚學，副委员长为朴太德、李熙用。

## 历史
朝鲜劳动党中央检查委员会（：／*/?）在朝鲜劳动党八大之前负责党内财政监察和审计，类似于中共的中央审计委员会。朝鲜劳动党中央检阅委员会（：／*/?）在朝鲜劳动党八大之前负责党内纪律监督，类似于中共的中央纪委。劳动党八大后，两部门合并组建新的朝鲜劳动党中央检查委员会。